# Willa „Koliba”
Willa „Koliba” (dawniej willa „Koleba”) – willa w Zakopanem, wzniesiona w latach 1892–1893 w stylu zakopiańskim według projektu Stanisława Witkiewicza; pierwszy dom zbudowany w stylu zakopiańskim; wpisana do rejestru zabytków w 1983; od 1993 mieści Muzeum Stylu Zakopiańskiego

## Historia
Nazwa koliba to w gwarze góralskiej szałas pasterski. Inwestorem był Zygmunt Gnatowski, budorzami (inaczej budarze): Maciej Gąsienica Józkowy, Staszek Bobak, Klimek Bachleda, Jasiek Stachoń. W 1901 do zachodniego skrzydła dobudowano piętrowy fragment.
Willa powstała dla ziemianina z Podola – Zygmunta Gnatowskiego, który pierwotnie chciał wznieść prostą góralską chałupę i umieścić w niej swoje zbiory etnograficzne. W 1891 roku powstały szkice Koliby, a została ona zbudowana przez miejscowych górali pod nadzorem Witkiewicza w latach 1892–1893 przy ul. Kościeliskiej. Ostatecznie powstał jednak większy obiekt: we wschodnim skrzydle mieściła się Izba góralska z przeznaczeniem na zbiory etnograficzne, natomiast w piętrowym skrzydle zachodnim, oddzielonym od izby sienią, na parterze znalazły się m.in. salon i sypialnia, a na piętrze druga sypialnia i pokój służącego.
Od 4 grudnia 1993 w willi „Koliba” mieści się Muzeum Stylu Zakopiańskiego im. Stanisława Witkiewicza, oddział Muzeum Tatrzańskiego im. dra Tytusa Chałubińskiego w Zakopanem.